# Macropharyngodon
Genre
Macropharyngodon est un genre de poisson appartenant à l'ordre des Perciformes, et à la famille des Labridae. 

## Liste d'espèces
Selon World Register of Marine Species (2 octobre 2015) :
- Macropharyngodon choati Randall, 1978
- Macropharyngodon cyanoguttatus Randall, 1978
- Macropharyngodon geoffroy (Quoy & Gaimard, 1824)
- Macropharyngodon kuiteri Randall, 1978
- Macropharyngodon meleagris (Valenciennes, 1839)
- Macropharyngodon moyeri Shepard & Meyer, 1978
- Macropharyngodon negrosensis Herre, 1932
- Macropharyngodon ornatus Randall, 1978
- Macropharyngodon pakoko Delrieu-Trottin, Williams & Planes, 2014
- Macropharyngodon vivienae Randall, 1978

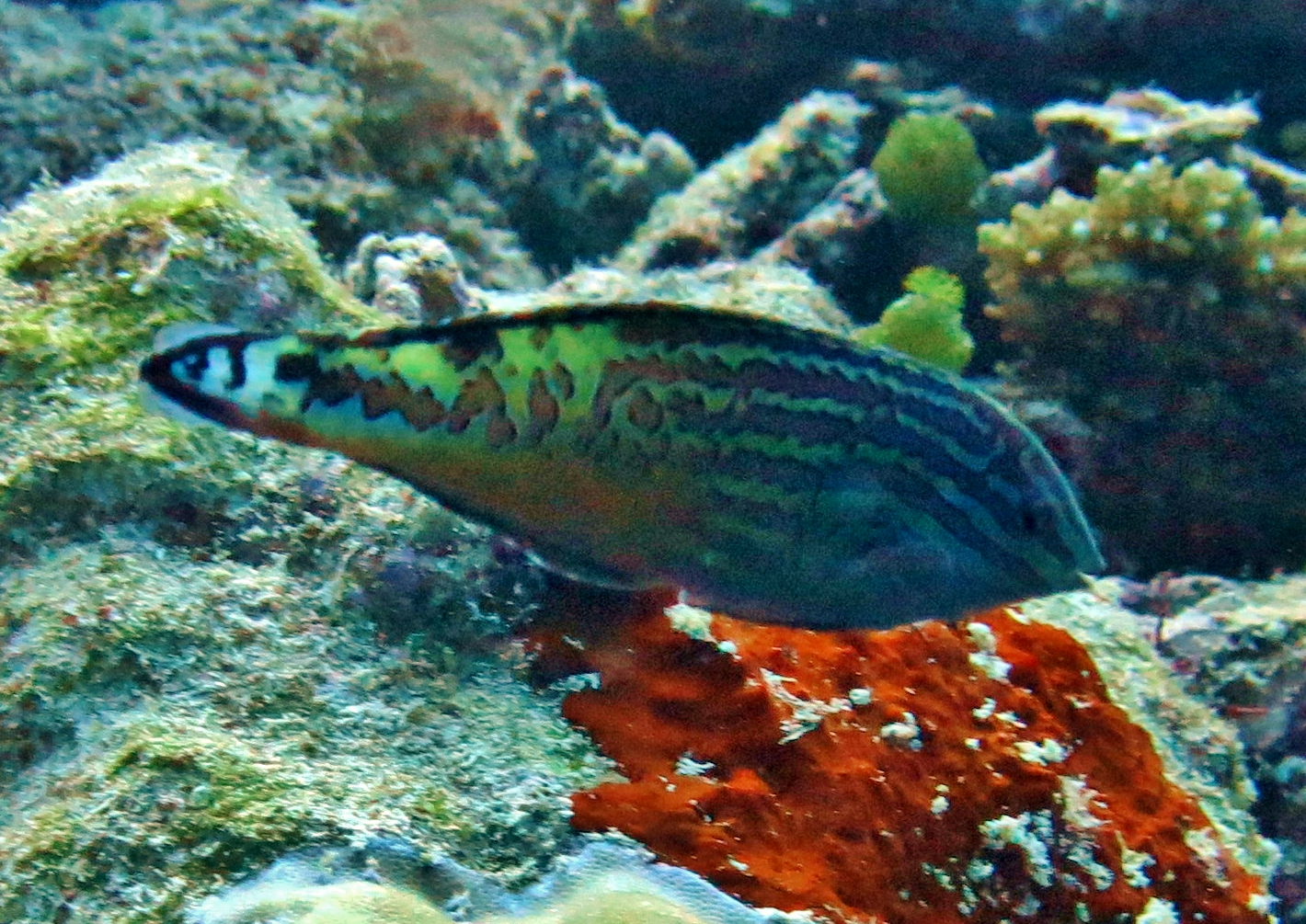
Macropharyngodon bipartitus
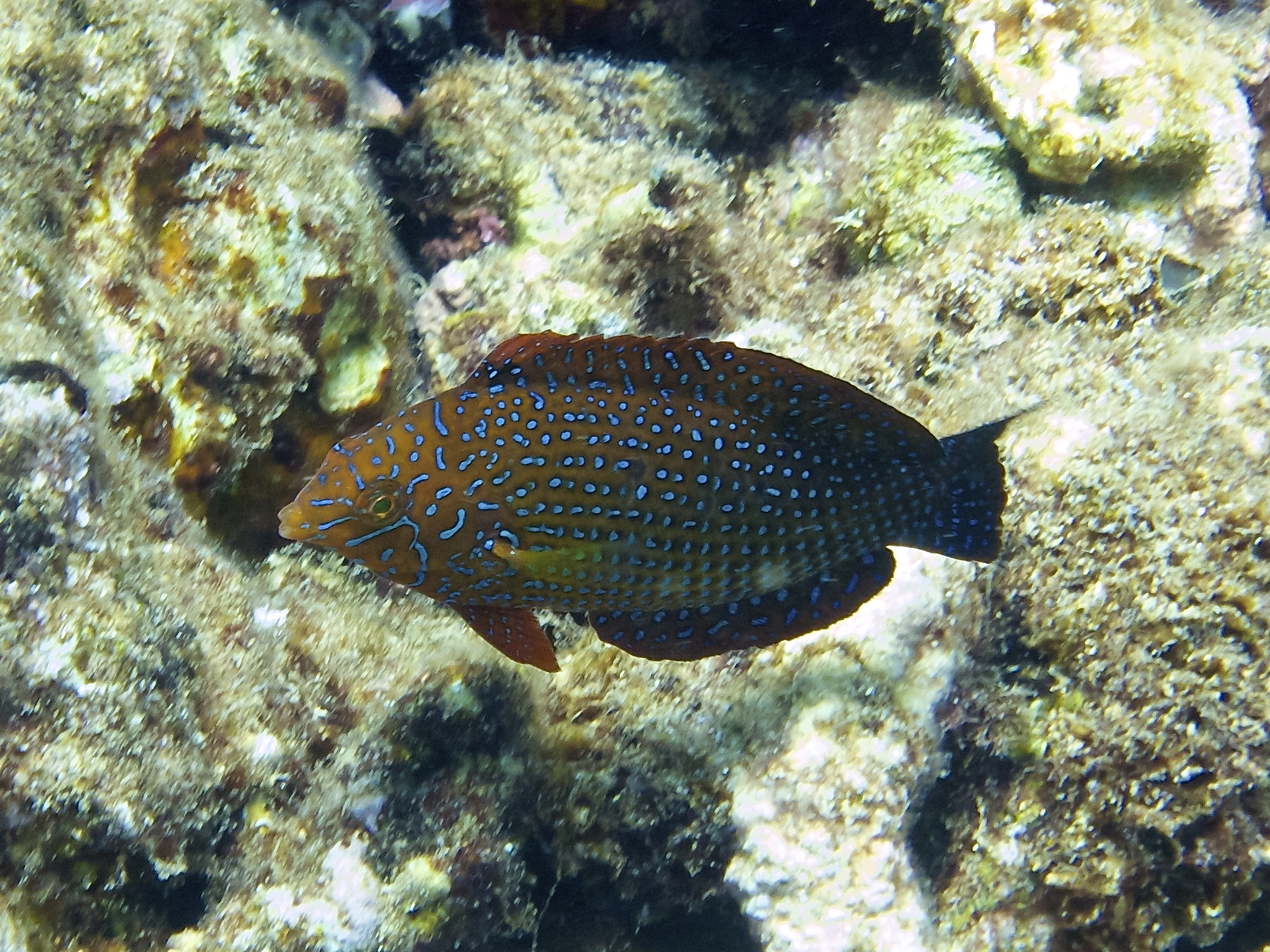
Macropharyngodon geoffroy
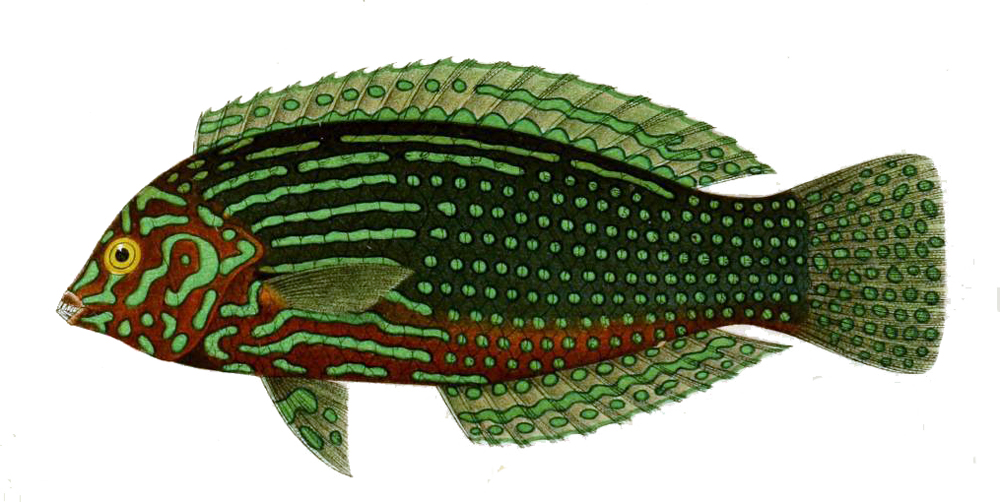
Macropharyngodon meleagris
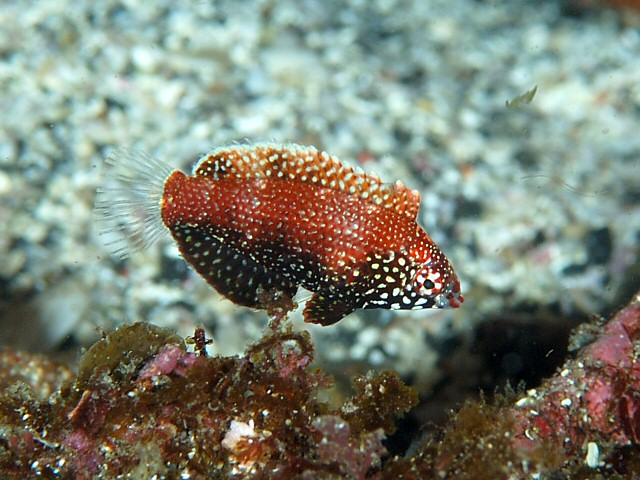
Macropharyngodon negrosensis